# Час доступу
Час доступу — затримка (латентність) в електронній системі між запитом до системи та моментом, коли доступ завершується або повертаються запитувані дані.
У телекомунікаційних системах час доступу визначає затримку між початком спроби доступу та успішним доступом.
У комп'ютері це інтервал часу між моментом, коли блок керування командами ініціює виклик даних або запиту для зберігання даних, і моментом, коли операція постачання даних завершена або почалося зберігання.
Латентність системи призводить до ефекту, коли запит або передача кількох пакетів даних, що сумарно мають невеликий розмір, виконується довше, ніж передача одного пакета значно більшого розміру.